# Krigskollegiet
Krigskollegiet var en enhed i det danske embedsvæsen under enevælden.
Ved statsforandringen i 1660 gennemførtes en omlægning af centralforvaltningen, der i sine hovedtræk vedvarede til 1848, bestående af:
1. Danske Kancelli,
2. Tyske Kancelli,
3. Skatkammerkollegiet (1660-1679, derefter Rentekammeret),
4. Krigskollegiet (allerede oprettet 1658),
5. Admiralitetskollegiet (allerede oprettet 1655),
6. Statskollegiet (ophævet 1676)[1].

## Historie
Krigskollegiet blev oprettet i 1658, to år før enevældens indførelse, og eksisterede under dette navn indtil 1679, idet det ophørte under Skånske Krig. Det blev i 1679 afløst af Krigskancelliet, der eksisterede til 1763.

### Opbygning
Krigskollegiet blev ledet af krigssekretæren og bestod af et kontor kaldet Krigskancelliet.

### Forvaltningsområde
Kollegiet omfattede ulige indkomne sager, forhold vedrørende officerer samt lægdsruller.